# Кошеви атаман
Кошеви атаман (укр. Кошовий отаман, рус. Кошевой атаман, пољ. Ataman koszowy) је био највиши војни чин украјинских Козака. Коришћен је у Запорошкој Сече (од XVI века до 1775. године), Задунавској Сече (од 1775. до 1828.) и у Црноморској козачјој војски (од 1787. до 1797.)

## Историја
Кошеви атаман је био изабран од старешина (рус. Старшина). Позиција кошевог атамана је носила највиши назив, у војски, администрацији и у судској власти. До оснивања козачког хетманата назов је био изменично коришчен. За време војних похода овлашћења кошевог атамана су практично неограничена, док је у миру одлуке више препустио старешинама и војном одбору. 
Кошеви атаман је био изабран за добу једне године. По истеку мандата износио је извештај о својим активностима у војни савет. Особи је по завршетку враћен назив курин (војни назив). До уништења Запорошке Сече 1775. било је око 30 кошевих атамана.
Од 1723. руски цар је сам именовао атамане - наказан атаман (Козаци су у 18. веку били под контролом Руског царства).

## Познати кошеви атамани
- Иван Сирко
- Иван Подкова
- Петро Калнишевски

- Иван Брјуховецки